# Красилівський замок
Краси́лівський за́мок  — фортифікаційна споруда, що існувала спочатку в XII-ХІІІ ст., а пізніше в XVI ст. у місті Красилів (Хмельницька область, Україна).
Згідно з дослідженнями Почесного краєзнавця України Олександра Байдича, в Красилові існувало два замки. Перший був побудований в XII-ХІІІ ст. Це був Болохівський феодальний замок, пізніше він був зруйнований. Другий, який розташовувався на місці зруйнованого, був побудований Костянтином Острозьким в середині XVI ст.
Овальна форма городища та залишки рову навколо православного цвинтаря є ознакою того, що ця оборонна споруда має відношення до часів Київської Русі, а саме до Болохівського періоду. Городище у Красилові не досліджувалося, оскільки на ньому пізніше облаштували цвинтар.
На початку XVI ст. за привілеєм Великого Литовського князя Олександра, князь Костянтин Острозький збудував у Красилові дерев'яний замок як важливе фортифікаційне укріплення проти набігів татар. Замок був важливим адміністративним центром округу (волості) і будувався між 1504 та 1510 роками. Згадки про нього трапляються в історичних документах за 1511, 1546 і 1552 роки.
В 1511 замок вперше згадується в документах. Красилівський замок став одним із опорних пунктів у ланцюзі фортець, які мали стримувати навалу татар. Всіма питаннями оборони Кузьминської волості займався справня (комендант) Красилівського замку. В його підпорядкування перейшли кузьминські панцирні бояри, які були основною збройною силою волості в першій половині та середині XVI ст. Таких бояр було 4, а потім 5. Справні (коменданту) підкорялися 52 путніх бояр з Красилова та народні збройні формування.
В 1546 Красилівський замок згадується в розповіді про спір князя Василя-Костянтина Острозького з дружиною князя Іллі Костянтиновича Острозького Беатою Костелецькою за Красилів і Кузьминську волость.
Після татарських набігів 1615—1624 рр. Красилівський замок більше не згадується в історичних документах. В XVIII ст. до Красилова прибували люди з інших місцевостей, зросла чисельність єврейського населення. Євреї й зайняли місцевість на північ від колишнього замку. Далі на території зруйнованого замку різні релігійні конфесії облаштували цвинтарі.